# Inger Thorngren
Inger Marianne Thorngren (Uppsala, 7 luglio 1943) è un'ex nuotatrice svedese.
Specializzata nello stile libero, ha partecipato ai Giochi di Roma 1960, gareggiando nei 100m sl e nella Staffetta 4x100m sl.